# استر سویاسترس
استر سویاسترس (انگلیسی: Esther Sullastres؛ زادهٔ ۲۰ مارس ۱۹۹۳) بازیکن فوتبال اهل اسپانیا است.
از باشگاه‌هایی که در آن بازی کرده‌است می‌توان به بارسلونا، والنسیا اشاره کرد.
وی همچنین در تیم‌های ملی فوتبال زیر ۱۷سال، زیر ۱۹سال اسپانیا،  تیم ملی زنان کاتالونیا، و تیم ملی زنان اسپانیا بازی کرده‌است.